# Haplogrup mitocondrial humà L1
L'haplogrup mitocondrial humà L1 és un haplogrup humà que es distingeix per l'haplotip dels mitocondris.
L'haplogrup L1 es troba al centre i occident de l'Àfrica subsahariana. És especialment comú entre els khoisan.
Tanmateix l'haplogrup L1 té especial significança en tots els humans moderns, ja que és el llinatge mitocondrial més antic. Tots els haplogrups existents són descendents de l'L1.
Entre els descendents hi ha els haplogrups africans L2 i L3, l'últim dels quals s'ha escampat entre haplogrups no africans.
L'haplogroup L1 es creu que va aparèixer fa entre 150.000 i 170.000 anys.